# Geocapromys ingrahami
Geocapromys ingrahami és una espècie de mamífer rosegador dins la família Capromyidae. És endèmica de les Bahames.

## Hàbitat
Viu en boscos tropicals o subtropicals de terra baixa i humits o matollar sec i rocós. És un animal nocturn que s'està sota terra de dia. Està amenaçat d'extinció per pèrdua del seu hàbitat.

## Extincions
Dues subespècies han quedat extintes en temps moderns. La hutia de l'illa Crooked (G. i. irrectus) i la hutia del Gran Abaco (G. i. abaconis) que desaparegueren cap a l'any 1600. Això va passar per desforestació més que no pas per cacera directa.